# KDE neon
KDE neon is een Linuxdistributie, ontwikkeld door KDE. De distributie is gebaseerd op Ubuntu's langdurig ondersteunde uitgaven (LTS) en bevat aanvullende pakketbronnen die telkens de nieuwste versie van de Plasma 6-werkomgeving, Qt-toolkit en andere compatible KDE-software leveren. Voor de versienummering wordt de uitgavecyclus van KDE gevolgd.

## Geschiedenis
De voorbereidingen voor KDE neon werden eind 2015 getroffen en in juni 2016 werd de distributie officieel aangekondigd door voormalig Kubuntu-oprichter Jonathan Riddell, nadat hij eerder was vertrokken bij Canonical Ltd.

## Uitvoeringen
Er zijn meerdere uitvoeringen van KDE neon beschikbaar. De User Editon is gericht op eindgebruikers en bevat uitsluitend stabiele versies van pakketten die door testers zijn goedgekeurd. De Testing Edition, Unstable Edition en Developer Edition bevatten voornamelijk pakketten voor testdoeleinden (respectievelijk bèta- en alfaversies).

## Verschillen met Kubuntu
Het grootste verschil met Kubuntu is dat Kubuntu de KDE-versies gelijk houdt. Als een nieuwe versie van Kubuntu bijvoorbeeld KDE Plasma 5.27 bevat, dan blijft de versie daarop steken, terwijl KDE neon telkens de nieuwste versie van KDE Plasma aanbiedt. Een ander verschil is dat KDE neon voor het installeren en bijwerken van de software gebruikmaakt van PackageKit in plaats van APT. De KDE neon-ontwikkelaars zijn van mening dat hierdoor bepaalde problemen met betrekking tot KDE-pakketupdates voorkomen worden.

## Hardware
Er zijn anno 2024 vijf laptops uitgebracht waarop KDE neon vooraf geïnstalleerd is:
- KDE Slimbook (2017);[10]
- KDE Slimbook II (2018);[11]
- KDE Slimbook III (2020);[12]
- KDE Slimbook IV (2022);[13]
- KDE Slimbook V (2024).

## Versiegeschiedenis
| Versie | Uitgavedatum      | Status          |
| ------ | ----------------- | --------------- |
| 5.6    | 8 juni 2016       | Oude versies    |
| 5.13   | 26 september 2018 | Oude versies    |
| 5.15   | 12 februari 2019  | Oude versies    |
| 5.19   | 9 juni 2020       | Oude versies    |
| 5.20   | 13 oktober 2020   | Oude versies    |
| 5.21   | 16 februari 2021  | Oude versies    |
| 5.22   | 9 juni 2021       | Oude versies    |
| 5.23   | 14 oktober 2021   | Oude versies    |
| 5.24   | 8 februari 2022   | Oude versies    |
| 5.25   | 14 juni 2022      | Oude versies    |
| 5.26   | 11 oktober 2022   | Oude versies    |
| 5.27   | 14 februari 2023  | Huidige versies |
| 6.0    | 28 februari 2024  | Huidige versies |